# Jack Halberstam
Pour les articles homonymes, voir Halberstam.
Jack Halberstam, né le 15 décembre 1961 sous le nom de Judith Halberstam, est un universitaire américain actif dans le champ des American Studies and Ethnicity, des études de genre et de la littérature comparée. Il est actuellement professeur d'anglais et d'études de genre à l'université Columbia de New York. Il a enseigné à l'université du Sud de la Californie (USC), où il était aussi directeur du Centre de recherches féministes. Auparavant, il a été professeur associé au département de littérature à l'université de Californie à San Diego. Il est auteur et théoricien des études de genre et des études queer.
En ce qui concerne son identité de genre, Halberstam accepte qu'on parle de lui au masculin comme au féminin et qu'on utilise les prénoms Jack et Judith. Dans ses écrits, il se concentre sur les sujets liés à la figure des garçons manqués (tomboys) et sur les féminités masculines.
Dans son livre de 1998, nommé justement Female Masculinity, il aborde, à travers le sujet appelé « le problème des toilettes » (The Bathroom Problem), la question de l'utilisation des toilettes publiques et sur ce que ce passage aux toilettes, en tant qu'espaces contrôlés par les règles binaires du genre, implique comme conséquences gênantes et inconfortables pour les personnes qui ne se reconnaissent pas dans une identité homme ou femme,.
Jack Halberstam est un conférencier populaire qui donne des cours à travers l'ensemble des États-Unis et dans le monde entier sur « l'échec queer » (queer failure), le sexe et les médias, les cultures populaires, la culture visuelle, les variances de genre, les films d'animation et le cinéma populaire. Halberstam  travaille actuellement sur différents projets dont un livre sur le fascisme et l'homosexualité.
Deux livres de Jack Halberstam ont été traduits et publiés en France (Trans* et Masculinité féminine).

## Biographie, formation et identité de genre
J. Jack Halberstam est titulaire d'une licence d'anglais obtenu en 1985 à l'université de Californie à Berkeley, d'un master obtenu en 1989 à l'université du Minnesota et d'un doctorat soutenu en 1991 au même endroit.
En ce qui concerne son identité de genre, il utilise les pronoms « he/his » (il) et le prénom Jack, mais il explique : « Certaines personnes m'appellent Jack, ma sœur m'appelle Jude, les personnes que je connais depuis toujours m'appellent Judith » et encore : « J'essaie de ne pas contrôler ça. Beaucoup de personnes disent « he » (il) à propos de moi, quelques personnes disent « she » (elle), et je laisse advenir cet étrange mélange des choses. »
Le nom de Judith Halberstam est également accompagné de Jack sur certains des derniers ouvrages de Halberstam. On peut aussi trouver l'utilisation de J. Jack Halberstam.
Halberstam reconnaît qu'il est comme un électron libre (« a bit of free floater ») quand il s'agit des pronoms. En quelque sorte, on pourrait dire que le va-et-vient entre « he » et « she » (il et elle) saisit bien une forme de flou et montre justement son refus de résoudre son ambiguïté de genre. Toutefois, Halberstam déclare : « M'inclure dans la catégorie de celles qui ont une enveloppe féminine et nous appeler femmes, ne sera jamais vraiment ok pour moi. »

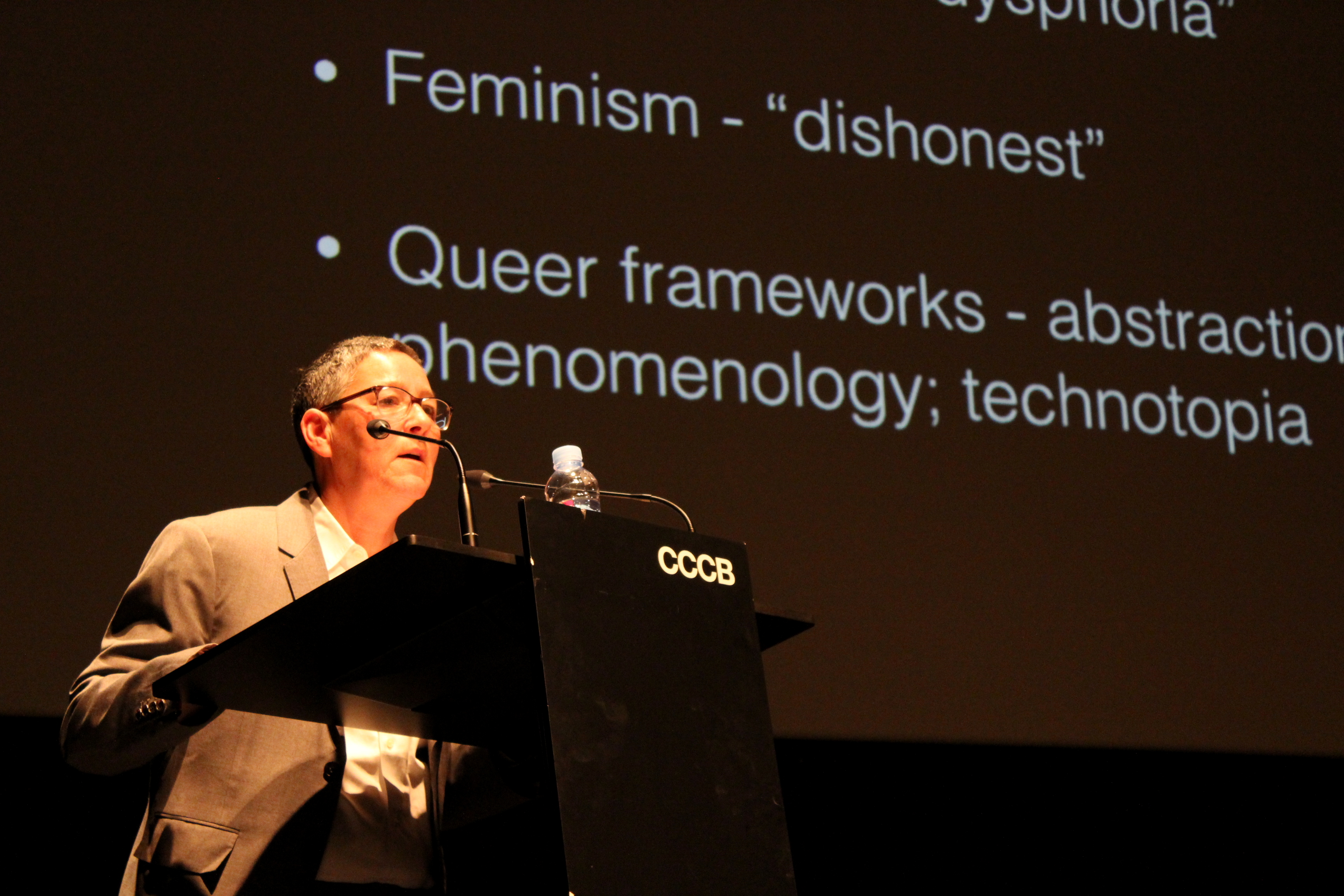
J. Halberstam en 2017

## Vie personnelle
Halberstam a cinq frères et sœurs, Naomi, Lucy, Michael, Jean et John. Sa mère, Heather Peacock a trouvé la mort dans un accident de la route en 1971. Son père, Heini Halberstam, s'est marié avec Doreen Bramley peu de temps après ; ce mariage a duré quarante-deux ans jusqu'au décès de Heini le 25 janvier 2014 à l'âge de 87 ans.
Halberstam est ouvertement intéressé par les femmes. Depuis 2008, il entretient une relation avec Macarena Gomez-Barris, professeure de sociologie. Halberstam a dit qu'il ne ressentait pas de pression pour se marier, qu'il voit le mariage comme une institution patriarcale qui ne devrait pas être nécessaire pour obtenir une assurance maladie et pour que les enfants soient considérés comme légitimes. Halberstam pense que « le couple est une forme obsolète. »

## Ouvrages principaux
- Halberstam, Judith and Del Lagrace Volcano. The Drag King Book. London: Serpent's Tale, 1999.  (ISBN 1-85242-607-1)
- Halberstam, Judith. Female Masculinity. Durham: Duke University Press, 1998.  (ISBN 0-8223-2226-9 et 0-8223-2243-9)
- Halberstam, Judith. In a Queer Time and Place: Transgender Bodies, Subcultural Lives. New York: New York University Press, 2005.  (ISBN 0-8147-3584-3 et 0-8147-3585-1)
- Halberstam, Judith and Ira Livingston, Eds. Posthuman Bodies. Bloomington: Indiana University Press, 1995.  (ISBN 0-253-32894-2 et 0-253-20970-6)
- Halberstam, Judith. Skin Shows: Gothic Horror and the Technology of Monsters. Durham: Duke University Press, 1995.  (ISBN 0-8223-1651-X et 0-8223-1663-3)
- Halberstam, Judith, David Eng & José Esteban Muñoz, Eds. What's Queer about Queer Studies Now? Durham: Duke University Press, 2005.  (ISBN 0-8223-6621-5)
- Halberstam, Judith. The Queer Art of Failure. Durham: Duke University Press, 2011.  (ISBN 0-8223-5045-9 et 978-0-8223-5045-3)
- Halberstam, J. Jack. Gaga Feminism: Sex, Gender, and the End of Normal. Boston: Beacon Press, 2012.  (ISBN 978-080701098-3)
- Halberstam Jack, Trans* : A Quick and Quirky Account of Gender Variability, University of California Press, 2018  (ISBN 978-0-520-29268-0)
- Halberstam, Jack. Wild Things. The Disorder of Desire. Duke University Press, 2020.  (ISBN 1-4780-1262-5 et 978-1-4780-1262-7)

### Articles et chapitres de livres
- "F2M: The Making of Female Masculinity." in The Lesbian Postmodern. Edited by Laura Doan. New York : Columbia University Press, 1994. p. 210-228.
- "Technologies of Monstrosity: Bram Stoker's Dracula" in Cultural Politics at the Fin de Siècle. Edited by Sally Ledger and Scott McCracken. Cambridge [U.K.], New York: Cambridge University Press, 1995. p. 248-266.
- "Queering Lesbian Studies." in The New Lesbian Studies: Into the Twenty-first Century. Edited by Bonnie Zimmerman and Toni A. H. McNaron. New York: Feminist Press at The City University of New York, 1996. 1st ed. p. 256-261.
- "The Art of Gender" in Rrose is a rrose is a rrose: Gender Performance in Photography. by Jennifer Blessing with contributions by Judith Halberstam. New York: Guggenheim Museum, 1997. p. 176-189.
- "Sex Debates." in Lesbian and Gay Studies: A Critical Introduction. Edited by Andy Medhurst and Sally R. Munt. London, Washington: Cassell, 1997. p. 327-340.
- "Techno-Homo: On Bathrooms, Butches, and Sex with Furniture." in Processed Lives: Gender and Technology in Everyday Life Edited by Jennifer Terry and Melodie Calvert. London, New York: Routledge, 1997. p. 183-194.
- "Between Butches" in Butch/Femme: Inside Lesbian Gender. Edited by Sally R. Munt & Cherry Smyth. London : Cassell, 1998. p. 57-66.
- "Telling Tales: Brandon Teena, Billy Tipton, and Transgender Biography." in Passing: Identity and Interpretation in Sexuality, Race, and Religion. Edited by María Carla Sánchez and Linda Schlossberg. New York: New York University Press, 2001. p. 13-37.
- "The Good, The Bad, and The Ugly: Men, Women, and Masculinity." in Masculinity Studies & Feminist Theory: New Directions. Edited by Judith Kegan Gardiner. New York: Columbia University Press, 2002. p. 344-368.
- "An Introduction to Female Masculinity." in The Masculinity Studies Reader. Edited by Rachel Adams and David Savran. Malden, MA: Blackwell, 2002. p. 355-374.
- "An Introduction to Gothic Monstrosity." in Strange Case of Dr. Jekyll and Mr. Hyde: An Authoritative Text, Backgrounds and Contexts, Performance Adaptations, Criticism / Robert Louis Stevenson. Edited by Katherine Linehan. New York: Norton, 2003. 1st ed. p. 128-131.
- "The Transgender Look." in The Bent Lens: A World Guide to Gay and Lesbian Film. Edited by Lisa Daniel & Claire Jackson. Los Angeles, CA: Alyson Books, 2003. 2nd ed. (1st U.S. ed.) p. 18-21.
- "Oh Bondage Up Yours! Female Masculinity and the Tomboy." in Curiouser: On the Queerness of Children. Edited by Steven Bruhm and Natasha Hurley. Minneapolis: University of Minnesota Press, 2004. p. 191-214.
- "Transgender Butch: Butch/FTM Border Wars and the Masculine Continuum." in Feminist Theory: A Reader. Edited by Wendy K. Kolmar, Frances Bartkowski. Boston: McGraw-Hill Higher Education, 2005. 2nd ed. p. 550-560.
- "Automating Gender: Postmodern Feminism in the Age of the Intelligent Machine." in Theorizing Feminism: Parallel Trends in the Humanities and Social Sciences. Edited by Anne C. Herrmann and Abigail J. Stewart. Chapter 21.
- "Sweet Tea and the Queer Art of Digression." in Two Truths and a Lie by Scott Turner Schofield. Ypsilanti, MI: Homofactus Press, 2008. p. 9-12.

### Interviews
- Mathias Danbolt, « The Eccentric Archive - An Interview with Judith Halberstam », sur Trikster – Nordic Queer Journal #1, 2008.
- Podcast from Critical Lede October 5, 2011
- Interview with Halberstam by Sinclair Sexsmith February 1, 2012
- Interview with Halberstam by Elizabeth Heineman on Feb 3, 2012

### Textes traduits en français
- Jack Halberstam, Trans* : Brève histoire de la variabilité de genre, Libertalia, 15 septembre 2023, 223 p. (ISBN 9782377292981)
- Halberstam Judith, « Violence imaginée/violence queer. Représentation, rage et résistance », Tumultes, 2006/2 (n° 27), p. 89-107. DOI: 10.3917/tumu.027.0089.
- Halberstam Jack, « “Tu me fais violence !” La rhétorique néolibérale de la blessure, du danger et du traumatisme », traduit de l'anglais (États-Unis) par Clémence Garrot et Suzanne Renard, Vacarme, 2015/3 (n° 72), p. 28-41. DOI: 10.3917/vaca.072.0028.
- Halberstam Jack, « L’art queer de ne pas réussir », traduit de l'anglais (États-Unis) par Morgan Labar et Emma Bigé avec l’aide délurée de Lyne Salvi, Nicolas Jourdan, Élodie Rougeaux, Florian Bondy, Marguerite Maréchal & Velvet Aubry, et quelques autres non-identifié·es, Multitudes, 2021/1, n° 82, p. 205-213. DOI 10.3917/mult.082.0205.
- Jack Halberstam, Masculinité féminine, Les Grillages, 2024  (ISBN 978-2-9578582-3-1)